# Gruska jama
Gruska jama, tudi Puščavnikova jama, je zatrepna dolina v osamelem krasu severovzhodno od Kozjega. Do 30 m globoke stene oklepajo kraški izvir s poševnim 10 m dolgim slapom. 
Nad slapom je do 22 m dolg nizek rov, višinska razlika pa znaša 2 m. Rov je močno erodiran. V končnem delu rova je nekaj kapnikov in sigastih površin. 
Ime je jama dobila po bližnjem izviru Gruske, domačini pa pripovedujejo, da naj bi v njej med prvo svetovno vojno in po njej dalj časa živel puščavnik, zato tudi ime Puščavnikova jama. Legenda pravi, da naj bi bil tu nekoč bogat trg, ki se je pogreznil, ker so njegovi prebivalci na veliki petek jedli, pili in plesali.